# Міллбері (Массачусетс)
Міллбері (англ. Millbury) — місто (англ. town) в США, в окрузі Вустер штату Массачусетс. Населення — 13 831 особа (2020).

## Демографія
Згідно з переписом 2010 року, у місті мешкала 13 261 особа в 5294 домогосподарствах у складі 3582 родин. Було 5627 помешкань
Расовий склад населення:
| - 94,2 % — білих - 1,9 % — азіатів - 1,3 % — чорних або афроамериканців - 0,2 % — корінних американців - 0,1 % — вихідців з тихоокеанських островів |

До двох чи більше рас належало 1,6 %. Частка іспаномовних становила 2,3 % від усіх жителів.
За віковим діапазоном населення розподілялося таким чином: 21,1 % — особи молодші 18 років, 63,3 % — особи у віці 18—64 років, 15,6 % — особи у віці 65 років та старші. Медіана віку мешканця становила 42,0 року. На 100 осіб жіночої статі у місті припадало 92,8 чоловіків;  на 100 жінок у віці від 18 років та старших — 91,6 чоловіків також старших 18 років.
Середній дохід на одне домашнє господарство  становив 94 552 долари США (медіана — 74 713), а середній дохід на одну сім'ю — 108 629 доларів (медіана — 95 987). Медіана доходів становила 62 146 доларів для чоловіків та 50 515 доларів для жінок. За межею бідності перебувало 6,0 % осіб, у тому числі 7,0 % дітей у віці до 18 років та 9,2 % осіб у віці 65 років та старших.
Цивільне працевлаштоване населення становило 7432 особи. Основні галузі зайнятості: освіта, охорона здоров'я та соціальна допомога — 28,2 %, роздрібна торгівля — 14,0 %, виробництво — 12,6 %.